# リングの王者 栄光の世界
『リングの王者 栄光の世界』は、1957年4月10日に新東宝が製作・配給した日本映画。

## スタッフ
- 監督：石井輝男
- 企画：佐川滉
- 脚本：内田弘三（「傑作倶楽部」所載）
- 撮影：鈴木博
- 照明：傍土延雄
- 録音：中井喜八郎
- 美術：小汲明
- 音楽：齋藤一郎
- 助監督：三輪彰
- 編集：神島歸美
- 製作主任：川田信義

## 出演者
- 塚本新一郎：宇津井健
- 京子：池内淳子
- ：中山昭二
- ：細川俊夫
- ：鮎川浩
- ：小高まさる
- ：若杉嘉津子
- ：伊沢一郎
- ：天知茂
- ：真山くみ子
- ：毛利啓子
- ：福田則子
- ：山田美奈子
- ：御木本伸介
- ：真木裕
- ：大谷友彦
- ：高松政雄
- ：小森敏
- ：倉橋宏明
- ：岡竜弘
- ：野崎善彦
- ：坂根正吾
- ：佐伯一彦
- ：中西博樹
- ：本多一夫
- ：河合修三
- ：宇田勝哉
- ：有田淳子
- ：田原知佐子
- ：高水晴子
- ：辻祐子
- ：芝田良子
- ：宮原徹
- ：菊川大二郎
- ：旗照夫（コロムビアレコード）
- ：林國治（J・B・C・R）
- ：米山廣人（J・B・C・A）
- 協力：國光拳闘クラブ